# Basilika St. Peter (Columbia)

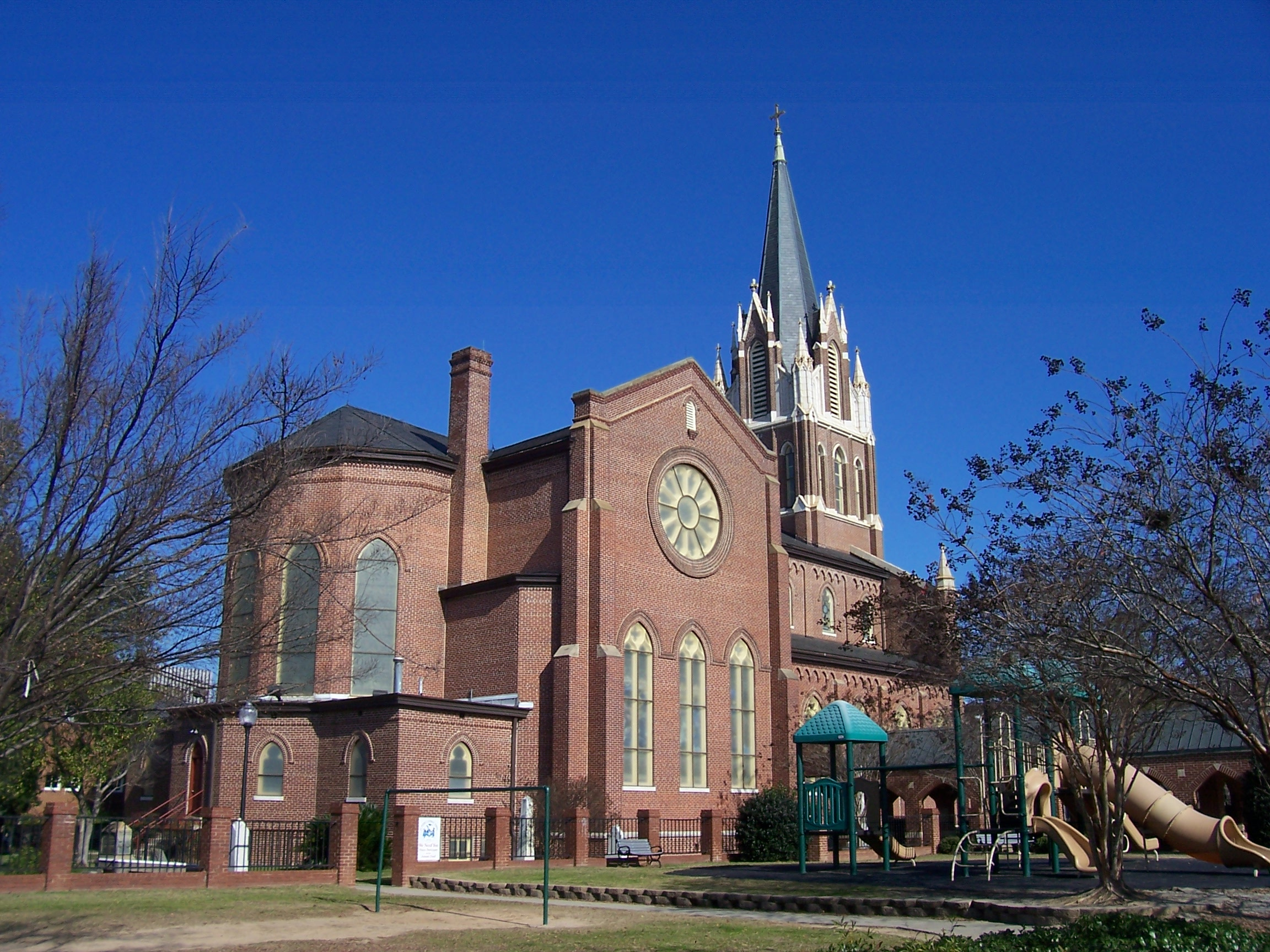
Basilika

Die Basilika St. Peter ist eine römisch-katholische Kirche in Columbia, Hauptstadt des US-Bundesstaaten South Carolina. Die zum Bistum Charleston gehörende Kirche ist dem Apostel Petrus gewidmet und trägt den Titel einer Basilica minor. 

## Geschichte
Nachdem 1820 die Pfarrei begründet wurde, konnte schon 1824 eine Kirche errichtet werden, die zur Mutterkirche der Umgebung wurde. Das Bauwerk wurde zugunsten eines 1906 begonnenen Neubaus abgerissen. Diese Kirche wurde nach Plänen von Frank Pierce Milburn 1908 fertiggestellt und 1909 geweiht. Papst Johannes Paul II. besuchte die Kirche am 11. September 1987. Die Peterskirche wurde 1989 in das National Register of Historic Places aufgenommen. Papst Franziskus erhob die Kirche 2018 in den Rang einer Basilica minor. Dies macht die Kirche zur ersten Basilika in South Carolina.

## Architektur
Die dreischiffige Basilika wurde auf einem kreuzförmigen Grundriss im neugotischen, viktorianisch geprägten Stil aus dunkelroten Ziegeln errichtet, die mit Bedford-Kalkstein und stumpf glasiertem Terrakotta-Putz abgesetzt wurden. Die 40 Meter lange Kirche hat eine innere Höhe von 15,6 Metern. Mit den niedrigeren Seitenschiffen hat die Kirche eine Breite von 19,5 Metern, im Querschiff 24 Meter. Der Altarraum wird mit einer fünfseitigen Apsis abgeschlossen, deren Fenster aus München kommen. Über dem Eingangsbereich ragt der Turm empor, dessen Helm mit einem Kreuz auf 49,7 Meter ragt. Der Kirchfriedhof befindet sich an der Rückseite der Kirche.